# Хаяла Агаева
Хаяла Агаева (пълно име: Хаяла Закир гъзъ Агаева; (азерб. Xəyalə Zakir qızı Ağayeva), родена на 18 януари 1997 г. в Баку, Азербайджан) – азербайджанска журналистка, активистка за правата на жените и политическа затворничка. От 2015 г. работи като репортер-журналист в Meydan TV.
На 6 декември 2024 г. е арестувана в рамките на наказателно дело, образувано срещу журналисти от Meydan TV. Хаяла Агаева и още шестима журналисти, арестувани по същото дело, са обвинени по член 206.3.2 от Наказателния кодекс (контрабанда, извършена от организирана група по предварителна уговорка).
Към 2025 г. тя се намира в Бакинския следствен изолатор на Пенитенциарната служба към Министерството на правосъдието.